# Hanchihalli, Koratagere
Hanchihalli là một làng thuộc tehsil Koratagere, huyện Tumkur, bang Karnataka, Ấn Độ.